# Audio Interchange File Format

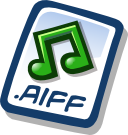
Logo

Audio Interchange File Format (AIFF) ist ein Dateiformat (Containerformat) zum Speichern von LPCM-Audiodaten. Es wurde vom Unternehmen Apple entwickelt und wird als Standard-Audioformat auf dem Macintosh eingesetzt. AIFF basiert auf der Struktur des von Electronic Arts entwickelten universellen Formats IFF. Reguläre Audio-CDs speichern ihr Audiosignal im Format PCM, genauso wie AIFF. Das Pendant zu AIFF in Systemen unter Windows ist das Format RIFF WAVE.
Im Vergleich zu anderen Audiodatenformaten wie z. B. MP3, Vorbis oder den verschiedenen bei AIFC benutzten Varianten bietet LPCM (Linear Pulse Code Modulation) keine Datenkompression. Dies birgt einerseits den Nachteil, dass beim Speichern in AIFF-Dateien große Datenmengen entstehen, andererseits sind die Audiodaten verlustfrei und können ohne zusätzlichen Rechenaufwand verarbeitet werden.
AIFF-Dateien lassen sich mit „ID3v2 tags“ versehen, das ist das gleiche Metadatenformat, das auch für MP3-Dateien verwendet wird. Als Metadaten-Editor bietet sich iTunes, MP3Tag oder als Open-Source-Alternative Kid3 an.
Aufgrund der über dem sonstigen Marktanteil liegenden Verbreitung von Apple-Macintosh-Computern in Tonstudios und in der Musikproduktion ist das AIFF-Format in diesen Bereichen sehr stark verbreitet.